# Гасан, Рамиль Сахиб оглы
Рамиль Сагиб оглы Гасан (азерб. Həsən Ramil Sahib oğlu; род. 23 сентября 1978, Кафанский район) — азербайджанский государственный деятель. Депутат Национального собрания Азербайджана VI и VII созывов.

## Биография
Родился 23 сентября 1978 года в Капанском районе Армянской ССР. Окончил Бакинский государственный университет, исторический факультет. Получил степень магистра того же университета по специальности «История международных отношений».
С 1999 по 2001 год являлся заместителем председателя муниципалитета посёлка городского типа Мушфигабад Гарадагского района г. Баку.
С 2002 по 2009 год являлся начальником управления Государственного комитета по работе с диаспорой Азербайджана.
С 2009 по 2013 год являлся главным секретарём, начальником дипломатической миссии Азербайджана в Парламентской ассамблее тюркоязычных стран.
С 2014 по 2018 год являлся главным секретарём Совета сотрудничества тюркоязычных государств.
Член партии «Новый Азербайджан».
Депутат Национального собрания Азербайджана VI созыва от 91 Уджарского избирательного округа (с 5 марта 2020).
Член комитета молодёжи и спорта, комитета международных отношений и межпарламентских связей Парламента Азербайджана.
Руководитель межпарламентской рабочей группы «Азербайджан — Непал».
В 2024 году на парламентских выборах в Азербайджане, которые состоялись 1 сентября, одержал победу в Уджарском избирательном округе №94. Официально избран депутатом Милли Меджлиса Азербайджана седьмого созыва, первое заседание которого состоялось 23 сентября 2024 года.
Является Чрезвычайным и полномочным посланником 1 класса.

## Награды
- Золотая медаль форума Кран-Монтана